# I Am the Upsetter
Az I Am the Upsetter (The Story of the Lee Scratch Perry Golden Years) egy négylemezes, díszdobozos válogatáslemez Lee „Scratch” Perry életművéből; 2005-ben adta ki a Trojan Records.

## Számok

### CD 1 (1968–1971)
1. Lee Perry – I Am the Upsetter
2. Lee Perry & The Defenders – Set Them Free
3. Lee Perry – People Funny Boy
4. Sir Lord Comic & The Upsetters – Gjango Shoots First
5. Lee Perry – What a Botheration
6. Lee Perry – You Crummy
7. The Upsetters – Return of Django
8. The Bleechers – Check Him Out
9. Dave Barker – Prisoner of Love
10. The Upsetters – Return of the Ugly
11. U Roy – Rightful Ruler
12. Lee Perry – Clint Eastwood
13. The Upsetters – Medical Operation
14. Bob Marley & The Wailers – Kill Them All
15. Dave Barker – Shocks of the Mighty
16. Lee Perry – Sipreano
17. Bob Marley & The Wailers – Duppy Conqueror
18. Dave Barker – Don't Let the Sun Catch You Crying
19. Lee Perry – Son of Thunder
20. Junior Byles – Place Called Africa
21. Roy Lee & King Iwah – Give Me Power
22. Bob Marley & The Wailers – Small Axe
23. Junior Byles – Beat Down Babylon
24. Eccles & Neville – All Over
25. Dave Barker – Small Axe Version 2 aka Shocks '71

### CD 2 (1972–1974)
1. Max Romeo – Public Enemy Number One
2. Lloyd Parks – Professor Ironside
3. Augustus Pablo – Hot & Cold
4. Lee Perry & Dennis Alcapone – Back Biter
5. The Stingers – Preacher Man
6. Lee Perry – Blackman Time
7. Charlie Ace & The Upsetters – Cow Thief Skank
8. The Upsetters – Black Ipa
9. The Upsetters – Jungle Lion
10. The Upsetters – Bathroom Skank
11. The Gatherers – Words
12. Dillinger – Dub Organiser
13. The Carltons – Better Days
14. King Kobra – Station Underground News
15. The Upsetters – Rebels Train
16. George Earl – To Be a Lover
17. Horsemouth Wallace – Herb Vendor
18. Susan Cadogan & The Mighty Diamonds – Hurts So Good
19. Junior Byles – Curkley Locks
20. Lee Perry – Golden Locks
21. Denzil Dennis – Woman & Money

### CD 3 (1975–1978)
1. Bury the Razor
2. Jimmy Riley – Woman Gotta Have Love
3. Lee Perry – Stay Dread
4. Max Romeo – Fire Fe the Vatican
5. Junior Marvin – Roots Train Number One
6. Prince Jazzbo – Ital Corner
7. Junior Ainsworth – Thanks & Praise
8. Mistie I – Forward with the Orthodox
9. Junior Marvin – I Was Appointed (Alternate Cut)
10. Keith Rowe – Groovy Situation (Dub Plate Mix)
11. Sangie Davis & Lee Perry – Words (12' ' Disco Word)
12. Twin Roots – Know Love (12' ' Disco Love)
13. Junior Delgado – Sons of Slaves (12' ' Disco Cork)
14. Junior Murvin – Bad Weed (12' ')
15. Lee Perry – City Too Hot (12' ')

### CD 4 (1975–1978 Dub & Instrumentals)
1. Tommy McCook & The Upsetters – Cloak & Dagger
2. Tommy McCook & The Upsetters – Rude Walking
3. Lee Perry & The Upsetters – Caveman Skank
4. The Upsetters – Black Panta
5. Upsetting Upsetters – Flashing Echo
6. Lee Perry & The Upsetters – Kojak
7. Lee Perry & The Upsetters – Bush Week
8. Mighty Upsetters – Enter the Dragon
9. Mighty Upsetters – Fungea
10. Lee Perry & The Upsetters – Judgement Day
11. Vin Gordon & The Upsetters – Voodoo Man
12. The Upsetters – Kingdom Of Dub
13. The Upsetters – Dubism
14. The Upsetters – Lizard Stick
15. The Upsetters – Dub fu Ye Rights
16. The Upsetters – Foundation Solid (Alt. Mix)
17. Augustus Pablo – Babylon Thief Dub
18. The Upsetters – Vampire (Horns)
19. Augustus Pablo & The Upsetters – Lover Dub
20. Lee Scratch Perry & The Upsetters – Huzza Hana

## Külső hivatkozások
- https://web.archive.org/web/20070914121924/http://www.roots-archives.com/release/3853/